# Vitesse de l'électricité
Le terme « vitesse de l’électricité » recouvre dans la pratique deux phénomènes complètement différents :
1. La vitesse du signal électrique : proche de la vitesse de la lumière[1] ; cette vitesse correspond à la vitesse de mise en marche des électrons (ou porteurs de charge) le long du fil ;'''
2. La vitesse des charges électriques : quelques fractions de millimètre par seconde pour un courant continu mais quasi nulle pour un courant alternatif.

## Analogies
La différence entre charges électriques et signal électrique peut être illustrée par les exemples suivants :
- Lorsqu'on ouvre le robinet au bout d'un tuyau d'arrosage, si le tuyau est plein d'eau l'eau sort presque instantanément à l’autre extrémité du tuyau, même s'il est long. Mais l'eau qui sort est celle qui était « en attente » juste avant l'extrémité du tuyau, pas celle qui sort du robinet et qui arrivera plus tard. C'est une onde de pression qui met l'eau en mouvement dans le tuyau.
- Une vague en pleine mer se propage et fait bouger des surfeurs ; par contre les molécules d'eau bougent surtout verticalement et très peu horizontalement. Il suffit de poser une bouée sur une série de vagues et, s'il n'y a pas de vent, la bouée oscille verticalement, mais ne se déplace quasiment pas.

## Vitesse du signal électrique
La vitesse à laquelle se déplace le signal électrique, donc l'énergie électrique, correspond en réalité à la vitesse de propagation d'une onde électromagnétique, et non pas à la vitesse de déplacement des charges électriques. La propagation de cette onde est très rapide et dépend de la permittivité (ou constante diélectrique) et de la perméabilité (ou constante magnétique) du matériau :
- Dans le vide, elle se propage à la vitesse de la lumière, c'est-à-dire environ 300 000 km/s[1].
- Dans l'eau, en solution saline, elle est d'environ 226 000 km/s [note 1].
- Dans un circuit à isolant plastique, elle est généralement comprise entre 175 000 et 200 000 km/s[2].

Lorsqu'il est relié à un générateur, un circuit électrique est soumis à une tension électrique qui met en mouvement les charges électriques : par exemple, dans une pile électrique les électrons sont « consommés » à la cathode où se produit une réaction de réduction, tandis qu'à l'anode se produit une réaction d'oxydation qui va fournir les électrons. L'onde électrique ainsi créée se propage à l'appareil alimenté. Ainsi, dans le cas d'une lampe électrique à incandescence reliée à un interrupteur par un fil de cuivre de 10 m, l'ampoule est soumise à une tension électrique non nulle 3,66 × 10−8 seconde après la fermeture de l'interrupteur (environ 40 ns ou encore quatre centièmes de millionième de seconde), provoquant un courant électrique dans le filament qui après échauffement (effet Joule) émet de la lumière et de la chaleur, soit en quelques dixièmes de seconde.
La vitesse exacte dépend des caractéristiques géométriques du circuit (impédance, capacité). En courant continu ou aux basses fréquences, on peut dire que le courant atteint sa vitesse de croisière « quasi instantanément » et n'accélère plus ensuite. Il n'en est pas de même lorsque la fréquence du signal est proche de la fréquence propre du circuit, les changements de sens du courant intervenant alors que la vitesse des charges est à peine établie.

## Vitesse de déplacement des charges
La vitesse de déplacement moyenne des charges due à la différence de potentiel appliquée est beaucoup plus lente, quelques centimètres par heure dans un fil de cuivre. Contrairement à la vitesse de l'information, elle varie avec l'intensité du courant dans un circuit donné. Ainsi, lorsqu’on allume la lumière, un flot d'électrons sort du générateur, suit le fil, passe par l’interrupteur, par l’ampoule et finit par retourner au générateur (dans la mesure où on aura laissé le circuit allumé assez longtemps pour que ce cycle puisse s'accomplir).
Pour estimer cette vitesse de déplacement des charges électriques dans un fil, on peut utiliser une mesure de l'intensité du courant « I » dans le fil, ce qui est une mesure du débit de charges électriques. Prenons un fil de section 1 mm2 (10−6 m2) traversé par un courant de 0,1 A, ce qui correspond par définition à 0,1 C/s. Comme chaque électron porte une charge de 1,6 × 10−19 C, ceci correspond à un nombre de 6,2 × 1017 électrons qui traversent la section du fil chaque seconde. En supposant que chaque atome libère un électron libre, le volume d'un atome étant de 2 × 10−29 m3, le volume occupé par ces électrons est de 1,2 × 10−11 m3. Il faut donc une vitesse moyenne de 1,2 × 10−5 m/s aux électrons (4,3 cm/h), pour qu'ils puissent passer à travers la section du fil en une seconde. Si l'intensité du courant passe à 1 A, le nombre d'électrons en circulation reste sensiblement le même mais leur vitesse devient environ 40 cm/h.
En fait, le courant domestique étant alternatif (50 ou 60 Hz selon les pays), les électrons font des aller-retours 50 ou 60 fois par seconde et ne se déplacent quasiment pas.
Les électrons sont les maillons d’une chaîne reliant la centrale électrique et l’ampoule des deux côtés ; quand on tire une charge avec une chaîne, le maillon qui la maintient ne rencontre jamais la charge, d'autant moins si on inverse régulièrement le sens de traction.
Par contre, lorsqu'un courant continu traverse un tube électronique dans lequel règne le vide, c'est bien un flux d'électrons qui passe d'une électrode à l'autre à une vitesse de l'ordre de 15 km/s déterminée par l'énergie des électrons. L'onde de différence de potentiel, qui met les électrons en mouvement, se déplace quant à elle à une vitesse très proche de celle de la lumière.
L'impression d'instantanéité, par exemple entre l'instant où un interrupteur est manœuvré et l'instant où la lumière jaillit d'une ampoule électrique, vient du fait que le fil électrique est plein d'électrons. À la fermeture de l'interrupteur, une onde électrique s'établit dans tout le circuit à une vitesse proche de celle de la lumière dans le vide, provoquée par la mise en mouvement des électrons dans le fil. Tous les électrons « démarrent » partout dans le fil en un temps très bref. À l'instant où le filament se met à briller, les électrons qui l'échauffent ne sont pas ceux qui sont passés dans l'interrupteur juste au moment où il a été actionné. S'il s'agissait de courant continu et non alternatif les électrons se déplaceraient toujours dans le même sens et arriveraient des heures plus tard dans l'ampoule.